# Chełchy Dzierskie
Chełchy Dzierskie (prononciation : [ˈxɛu̯xɨ ˈd͡ʑɛrskʲɛ]) est un village polonais de la gmina de Karniewo dans le powiat de Maków de la voïvodie de Mazovie dans le centre-est de la Pologne.
Il se situe à environ 6 kilomètres au nord de Karniewo (siège de la gmina), 9 kilomètres à l'ouest de Maków Mazowiecki (siège du powiat) et à 74 kilomètres au nord de Varsovie (capitale de la Pologne).

## Histoire
De 1975 à 1998, le village appartenait administrativement à la voïvodie de Ciechanów.